# Fíbula de disco

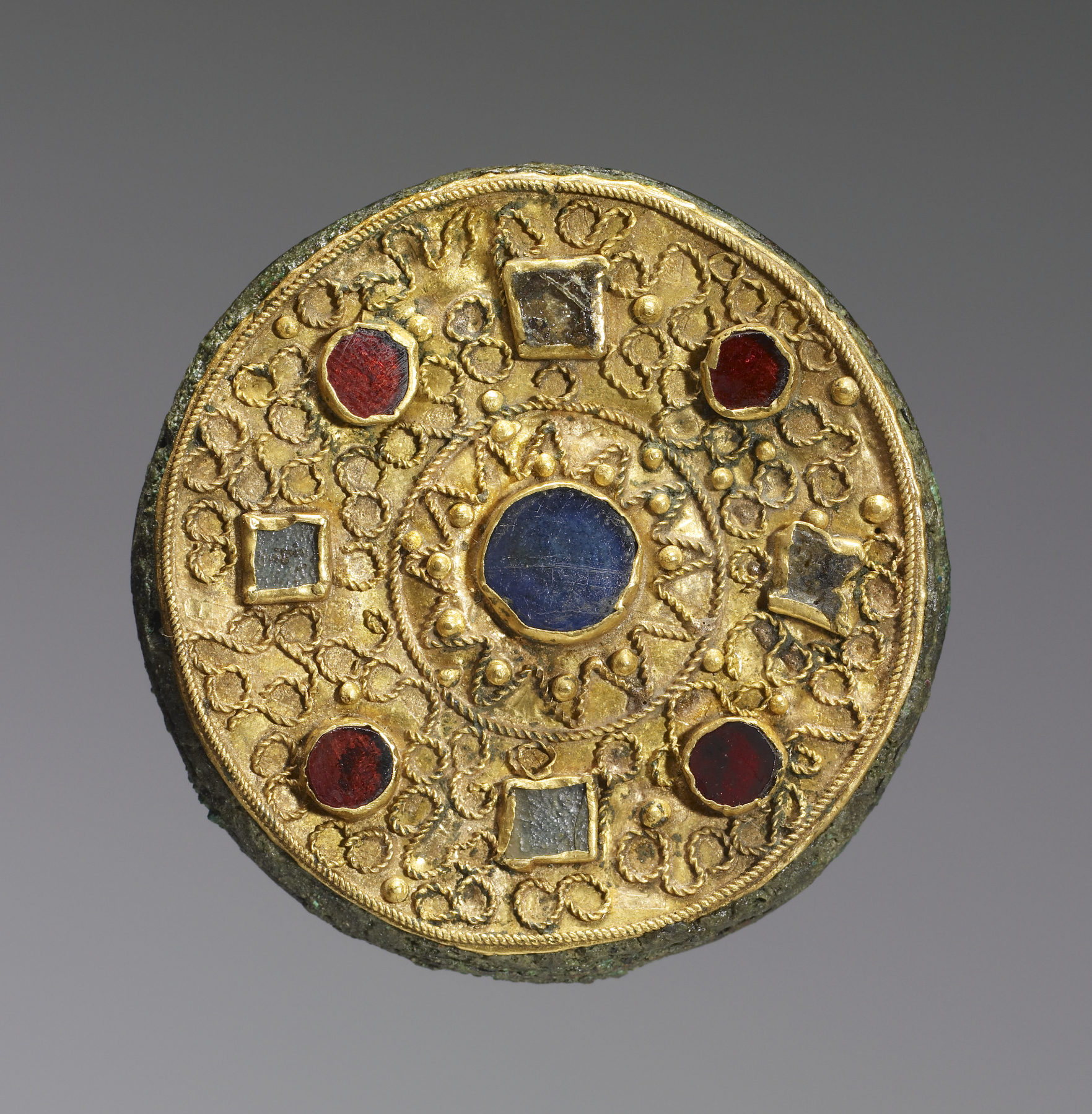
"Fíbula do disco", ca. Século 7.

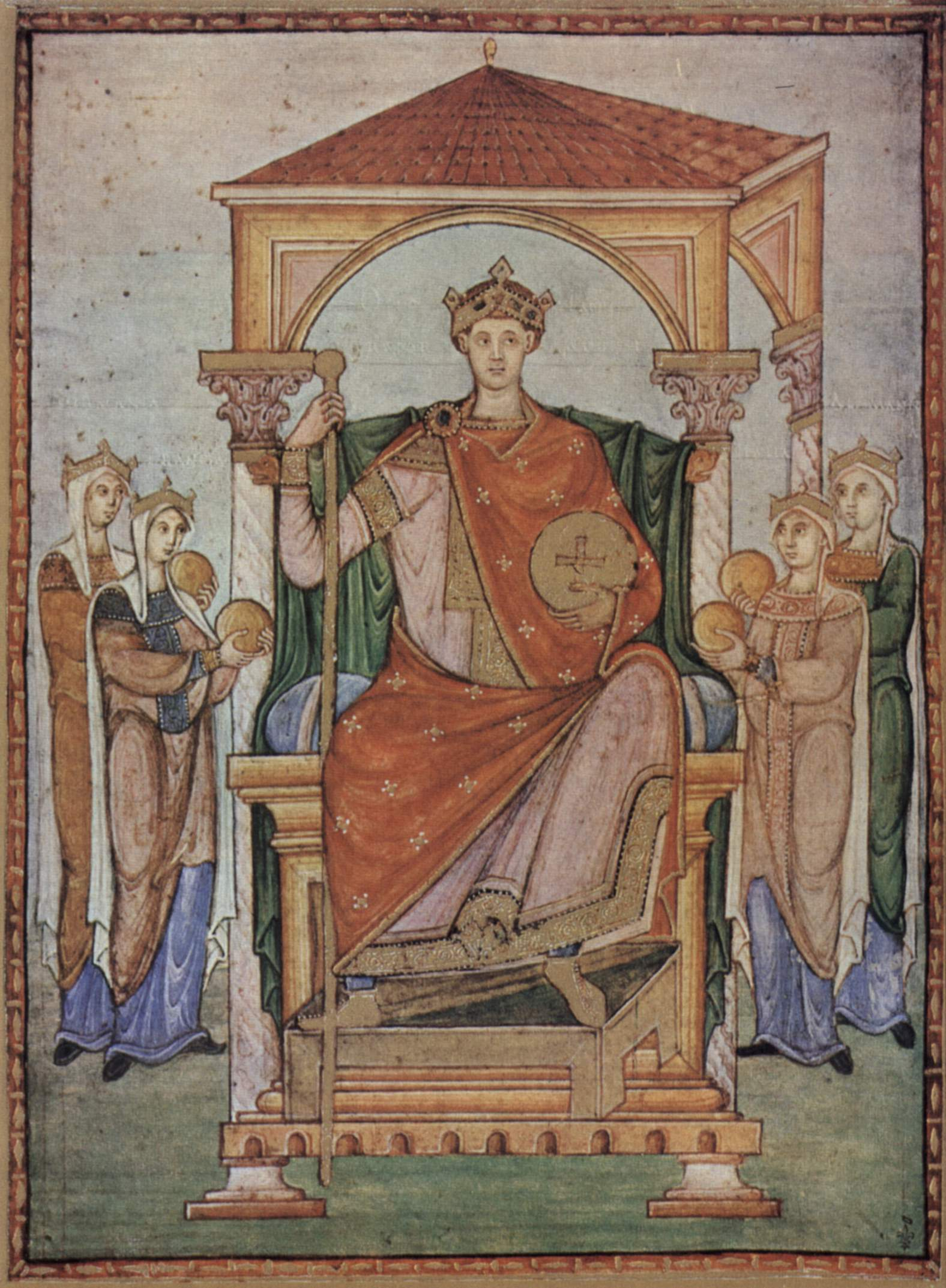
Otto, o Grande, retratado vestindo uma fíbula de disco proeminente

Fíbula de disco ou broche de disco é um tipo de fíbula, ou seja, um broche, clipe ou alfinete usado para prender roupas que tem uma placa ou disco em forma de disco, muitas vezes ricamente decorada, cobrindo o prendedor. Os termos são usados principalmente em relação à Idade Média da Europa, especialmente a parte inicial do período. Eles eram o estilo mais comum de broches anglo-saxões. 
Na Escócia, onde a necessidade de um fecho no ombro durou até a Renascença e além, um tipo de broche de prata "com torres" para homens ainda era feito no século 16 e depois. O Broche de Lorn é o exemplo mais conhecido.

## Europa Continental
Fíbulas bem conhecidas deste tipo datam do Período de Migração e dos séculos de cada lado dele, por exemplo, as fíbulas discais de Soest ou a aldeia da Baixa Saxônia de Holle na Alemanha. Fíbulas de disco com até mais de 5 centímetros de diâmetro geralmente faziam parte do vestuário feminino na Europa continental na Idade Média; exemplos muito menores também foram usados por homens, no entanto, da era carolíngia. 

Muitas fíbulas de disco têm ornamentação de ouro incrustada com pedras preciosas, são esmaltadas ou damasceadas, ou são revestidas com ouro ou prata. O conhecido broche de Pliezhausen já foi a capa de uma fíbula de disco. Um exemplo da era romana é o broche de disco Tangendorf. O primeiro broche de disco medieval Maschen retrata uma figura com uma auréola sagrada. 

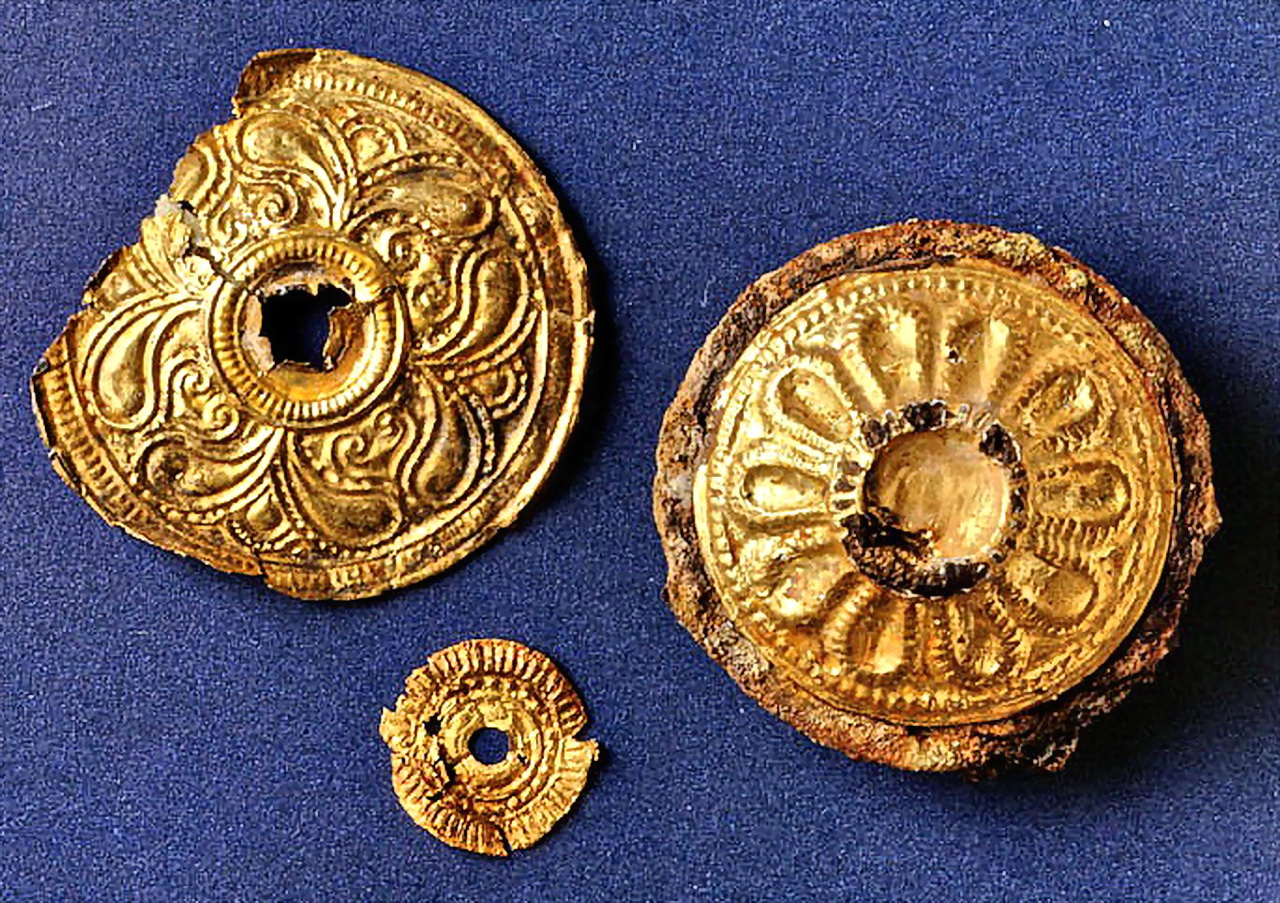
Fíbulas de disco de ouro do túmulo do príncipe Sonnenbühl ( período La Tène )
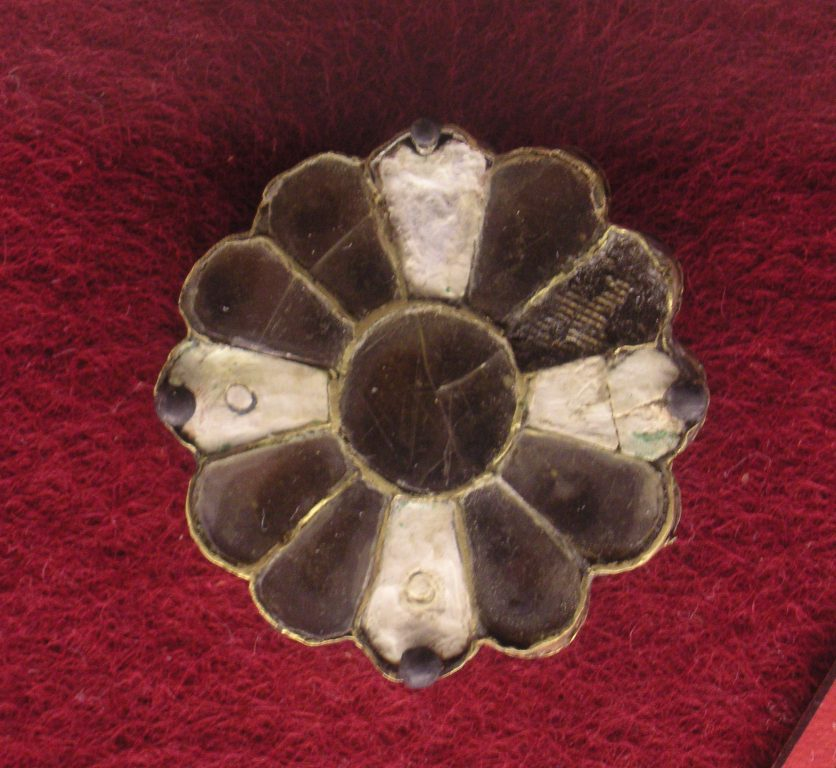
Fíbula do disco alamano do século VI com incrustações de almandina e osso
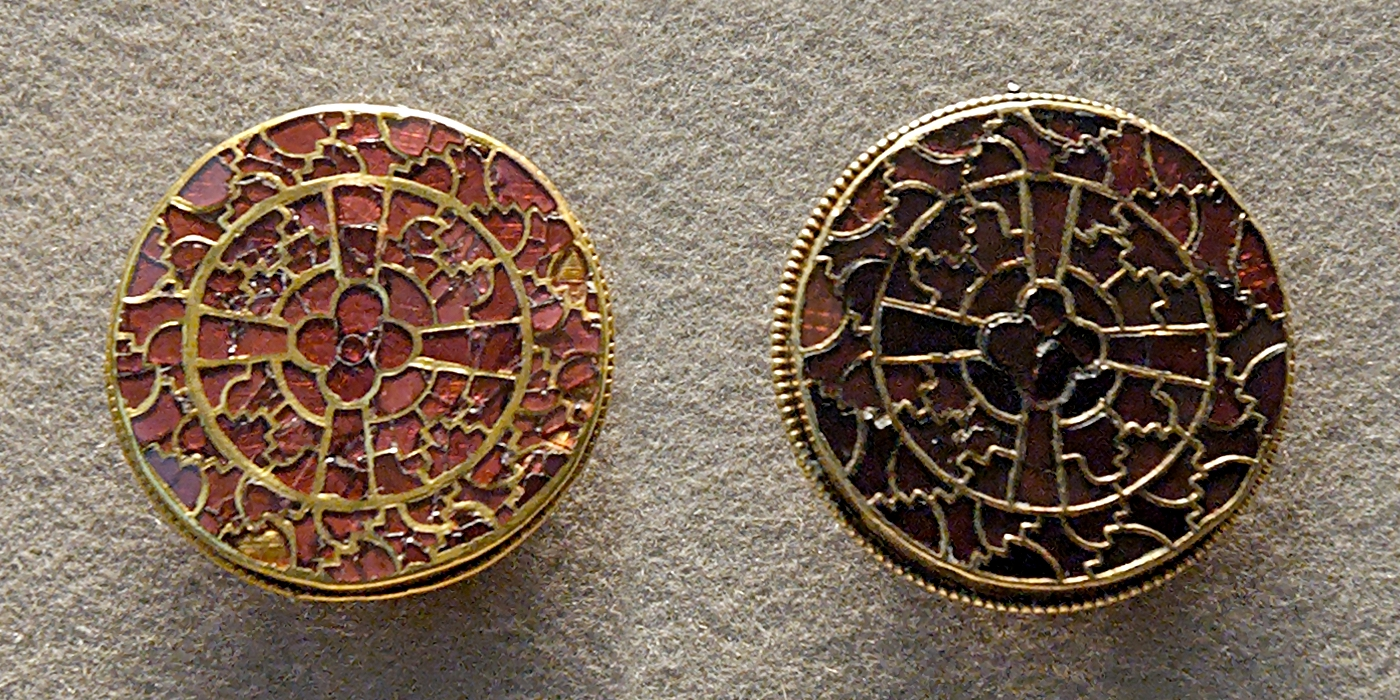
Par de fíbulas de disco da sepultura de Aregund c. século VI.
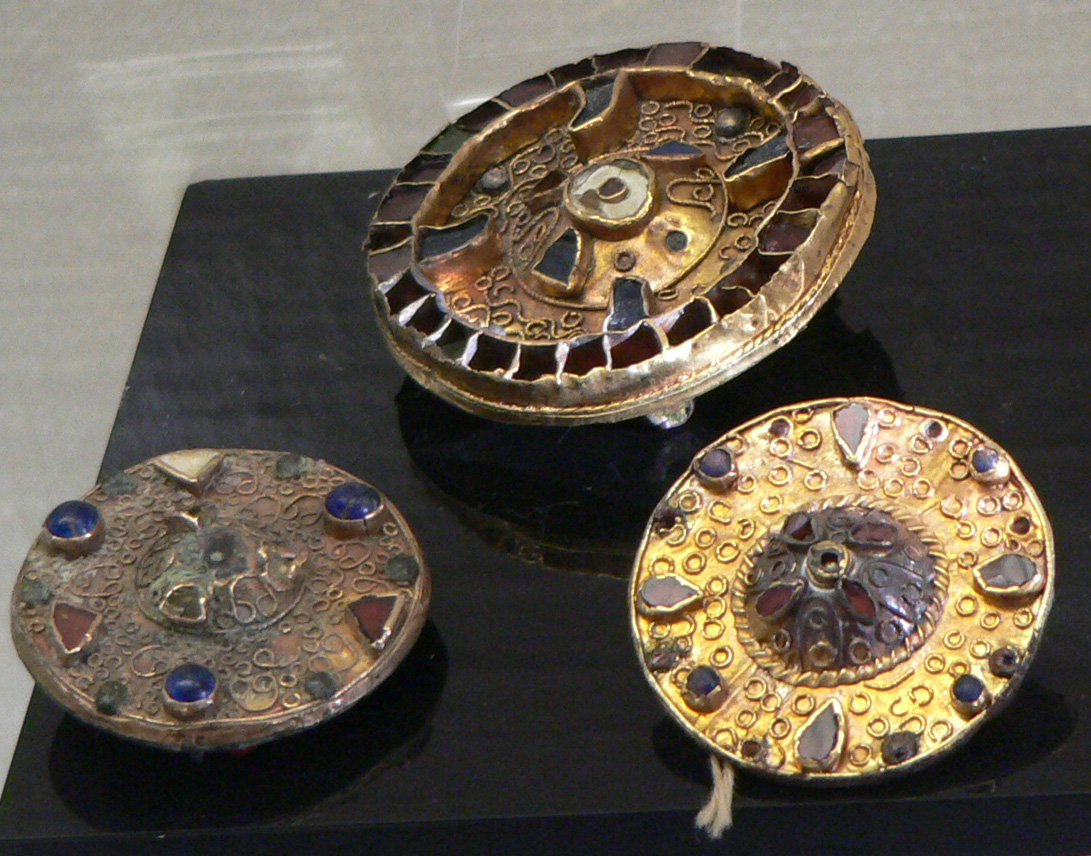
Fíbulas de disco merovíngio dos séculos VI e VII com gemas e filigranas

## Tipos anglo-saxões
Os exemplos da Inglaterra anglo-saxã são geralmente chamados de "broches" em inglês. O broche quoit é um tipo antigo, usando motivos da arte romana tardia em metais básicos. Tipos de ouro com pedras e decoração elaborada no estilo continental aparecem a partir do século VII, embora mais tarde a prata lisa, decorada com imagens figurativas e muitas vezes usando perfurações, se torne mais comum. Exemplos em prata incluem o Fuller Brooch, Strickland Brooch e o broche anglo-escandinavo de Ædwen. 

Achados do período anterior à cristianização são mais comuns, pois o cristianismo desencorajava o sepultamento com sepulturas caras.

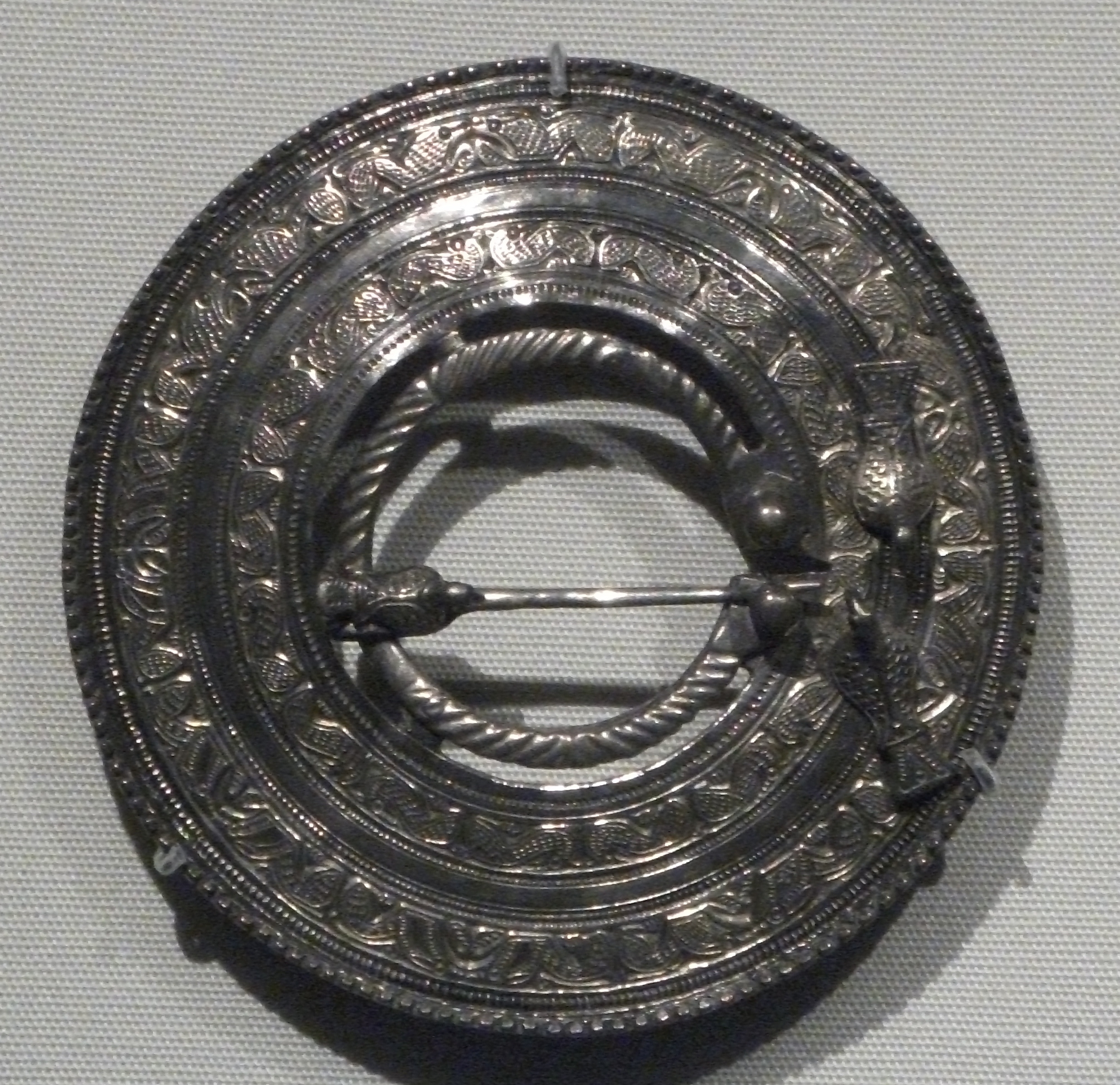
The Sarre Brooch, um broche de quoit do século V, Museu Britânico
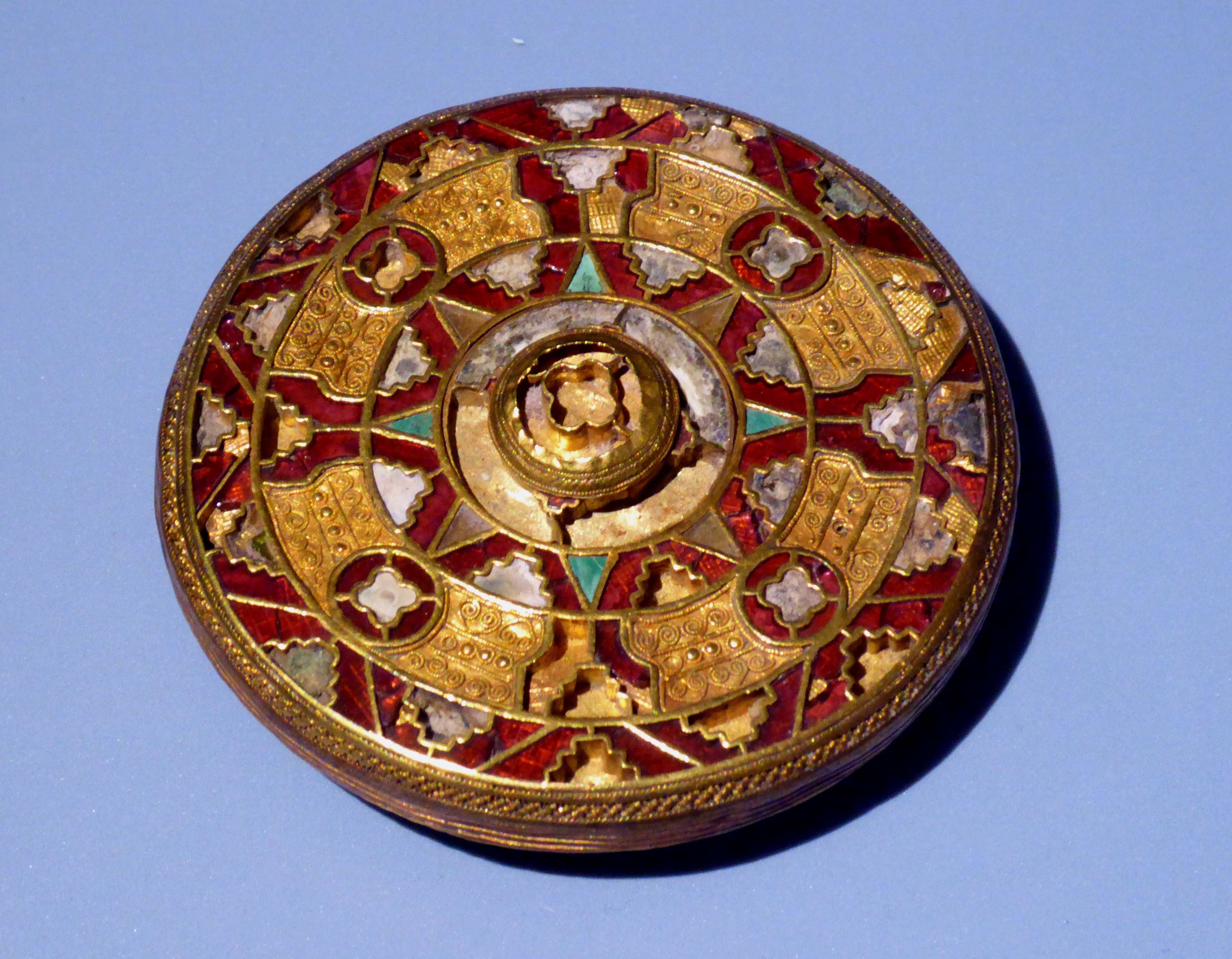
Broche anglo-saxão, de Monkton, Kent
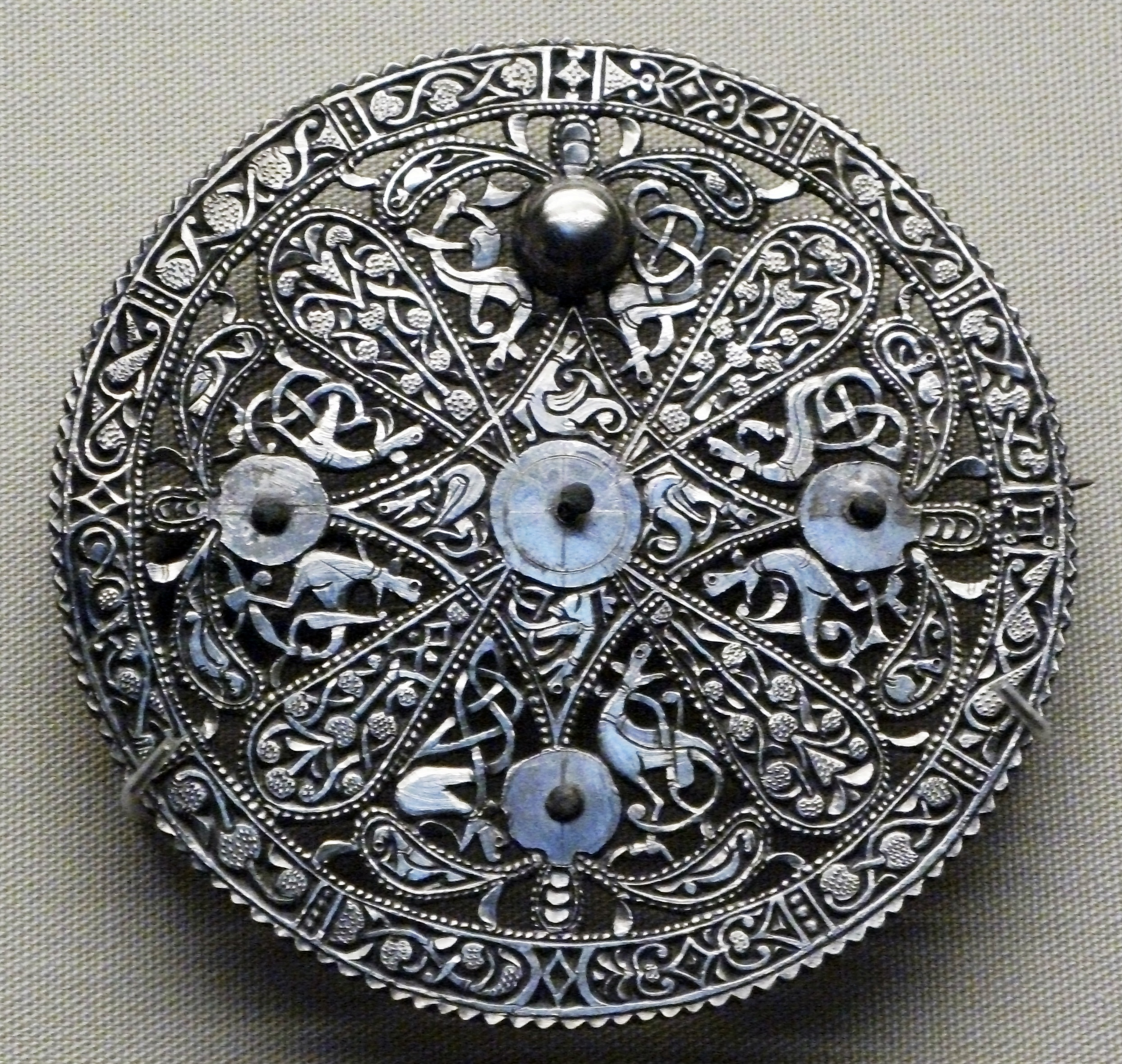
Broche do Pentney Hoard, no estilo Trewhiddle .
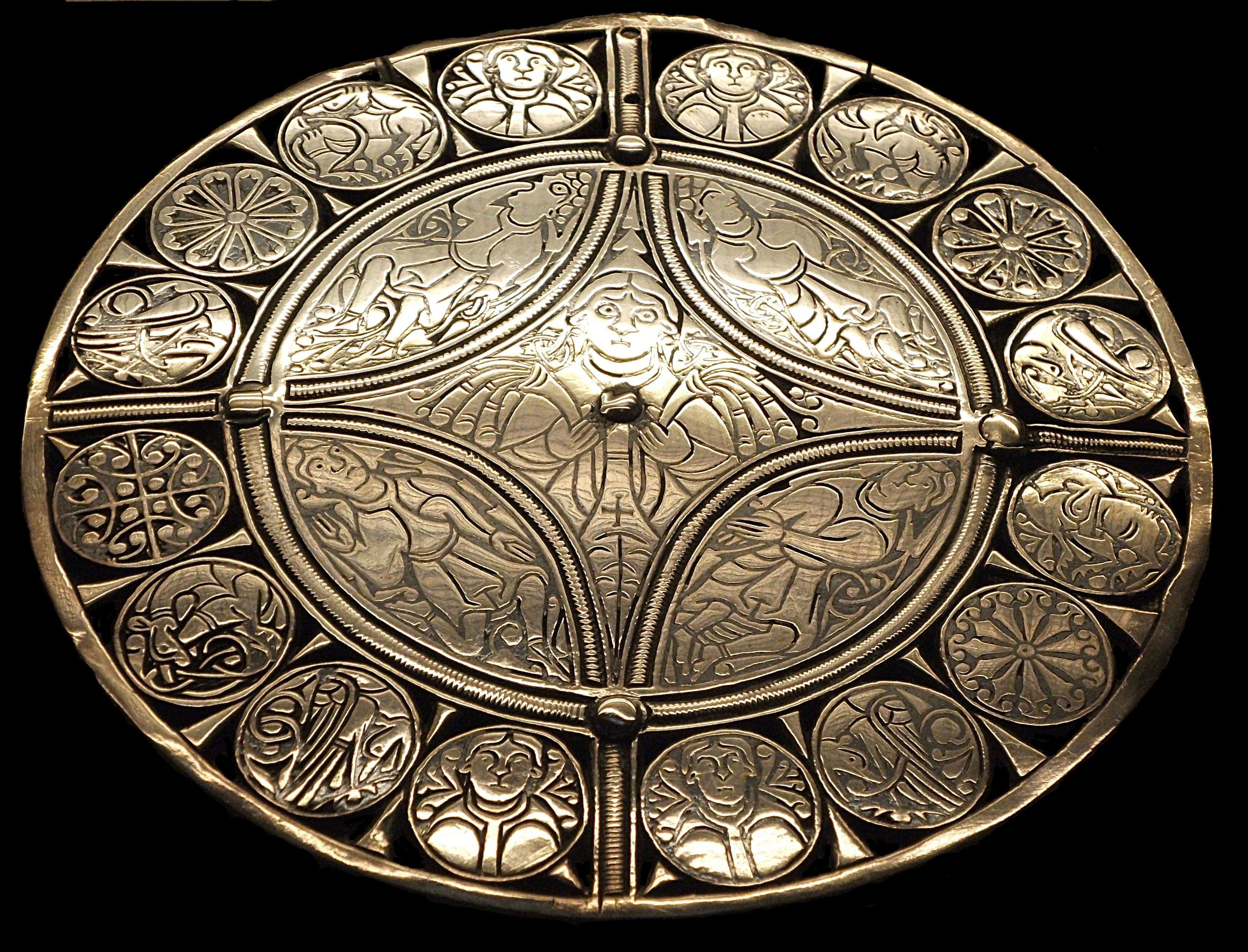
Broche Fuller Anglo-Saxão, século IX

## Literatura
- MJ Bode: Germanische Scheibenfibeln. Ein kurzer Überblick über den Forschungsstand ausgewählter Formen. In: Jürgen Kunow (ed.): 100 Jahre Fibelformen nach Oskar Almgren. Wünsdorf, 1998, pp. 321-338, ISBN 3-910011-17-9 .
- Heinrich Beck (ed. ): Fibel e Fibeltracht. Sonderdruck aus Reallexikon der Germanischen Altertumskunde . Berlim, 2000, ISBN 3-11-016858-8.
- Webster, Leslie, Anglo-Saxon Art, 2012, British Museum Press, ISBN 9780714128092